# Căn cứ Blackhorse
Căn cứ Blackhorse (còn gọi là LZ Blackhorse hoặc đơn giản là Xuân Lộc) là căn cứ cũ của Quân đội Mỹ và là căn cứ hiện tại của Quân đội Nhân dân Việt Nam (QĐNDVN) gần thị trấn Xuân Lộc, tỉnh Đồng Nai, Việt Nam Cộng hòa.

## Lịch sử

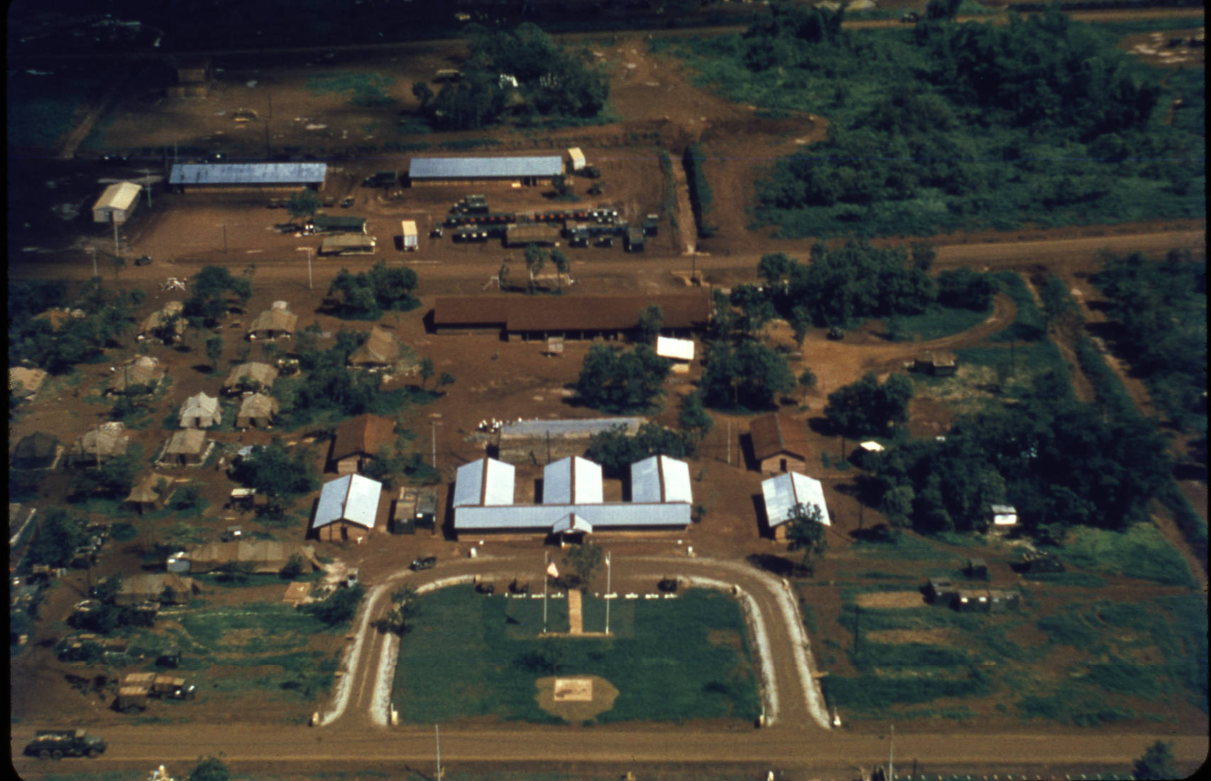
Bộ Tư lệnh Trung đoàn 11 Thiết kỵ, ngày 19 tháng 7 năm 1967

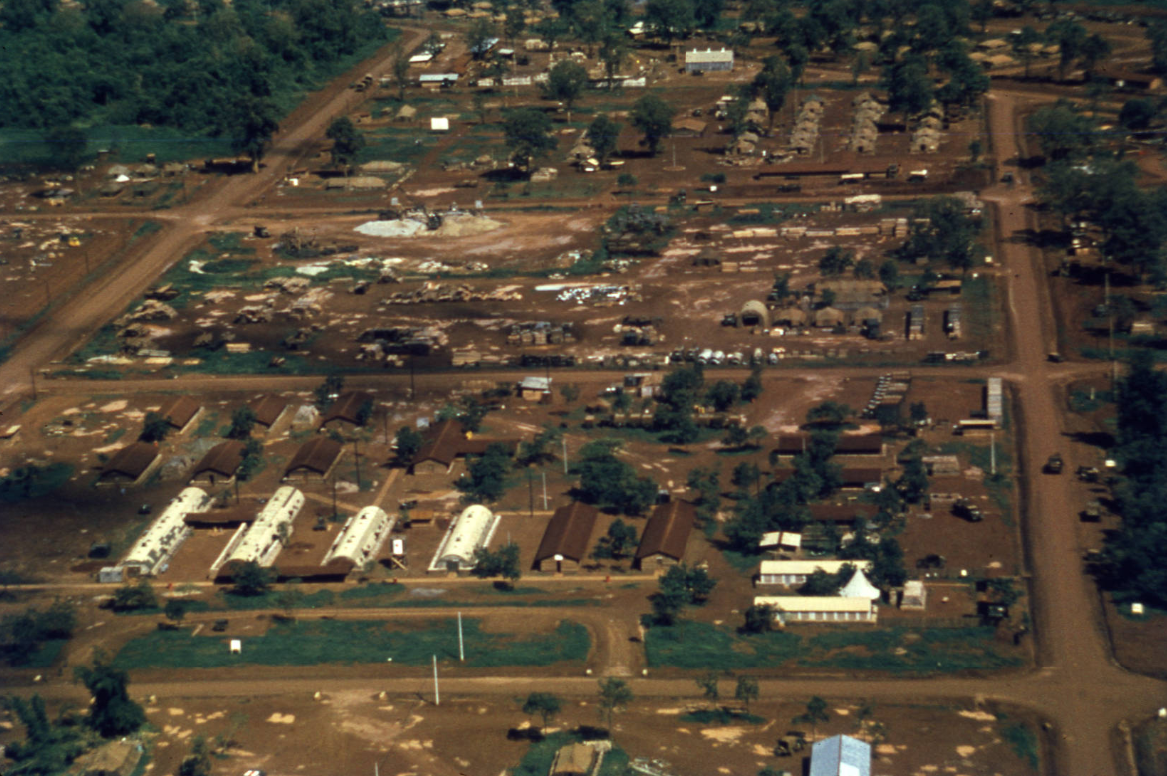
Bệnh viện Phẫu thuật số 7 ("Bệnh viện Blackhorse"), ngày 19 tháng 7 năm 1967

Blackhorse được thành lập vào cuối tháng 10 năm 1966 làm căn cứ cho Trung đoàn 11 Thiết kỵ quân Mỹ. Trại nằm trên xa lộ chính, QL-2 (nay là QL-56) cách Xuân Lộc 13 km về phía tây nam và cách Núi Đất 28 km về phía bắc. Trại này lấy tên theo phù hiệu tay áo hình con ngựa đen của Trung đoàn 11 Thiết kỵ.
Trung đoàn 11 Thiết kỵ có trụ sở tại Blackhorse từ tháng 3 năm 1967 đến tháng 1 năm 1969.
Các đơn vị khác đồn trú tại Blackhorse bao gồm:
- Chi đội Y tế 57 (Trực thăng cứu thương) (UH-1H Iroquois)[3]
- Bệnh viện Phẫu thuật số 7 (Tháng 8 năm 1966 – Tháng 10 năm 1969)[2]:214
- Đại đội Trực thăng Tấn công 135 Lưu trữ ngày 24 tháng 11 năm 2021 tại Wayback Machine với RAN  (Tháng 12 năm 1967 – Tháng 11 năm 1968)[4]
- Tiểu đoàn 2, Trung đoàn 35 Pháo binh (Giữa năm 1966 – Tháng 4 năm 1970)[2]:104
- Tiểu đoàn 1, Trung đoàn 83 Pháo binh (Tháng 10 năm 1966 – Tháng 3 năm 1968)[2]:107
- Lữ đoàn 199 Khinh binh (Tháng 9 năm 1969 – Tháng 7 năm 1970) bao gồm:
  - Tiểu đoàn 2, Trung đoàn 3 Bộ binh[2]:137
  - Tiểu đoàn 3, Trung đoàn 7 Bộ binh[2]:138
  - Tiểu đoàn 4, Trung đoàn 12 Bộ binh[2]:138
- Tiểu đoàn 1, Trung đoàn 5 Bộ binh (Tháng 8 năm 1970 – Tháng 4 năm 1971)[2]:138
- Tiểu đoàn 2, Trung đoàn 12 Bộ binh (Tháng 7–tháng 12 năm 1970)[2]:140
- Lữ đoàn 2, Sư đoàn 25 Bộ binh (Tháng 12 năm 1970 – Tháng 4 năm 1971) bao gồm:
  - Tiểu đoàn 3, Trung đoàn 22 Bộ binh[2]:145
  - Tiểu đoàn 1, Trung đoàn 27 Bộ binh[2]:140
  - Tiểu đoàn 2, Trung đoàn 27 Bộ binh[2]:147

Quân đội Mỹ đã bàn giao căn cứ này cho Sư đoàn 18 Quân lực Việt Nam Cộng hòa, vào ngày 24 tháng 10 năm 1969.

## Hiện tại
Căn cứ này vẫn được Quân đội Nhân dân Việt Nam sử dụng làm căn cứ cho Sư đoàn 302, một bộ phận của Quân khu 7. Địa chỉ là 302 Sư Đoàn 88, Long Giao, Cẩm Mỹ.